# Strychnos diaboli
Strychnos diaboli är en tvåhjärtbladig växtart som beskrevs av Noel Yvri Sandwith. Strychnos diaboli ingår i släktet Strychnos och familjen Loganiaceae. Inga underarter finns listade i Catalogue of Life.